# Kiss Kiss Goodbye
«Kiss Kiss Goodbye» (укр. Цілую Цілую Прощавай) — пісня словацького співака Adonxs, з якою він представляв Чехію на Пісенному конкурсі Євробачення 2025 в Базелі, Швейцарія.

## Про пісню
«Kiss Kiss Goodbye» була випущена 7 березня 2025 разом із музичним кліпом як пісня Чехії для Євробачення 2025 на офіційному каналі конкурсу в YouTube.

Adonxs описує «Kiss Kiss Goodbye» наступним чином:
|  | Ми хотіли передати неочікувану естетику, але передусім — розповісти сильну історію з несподіваними поворотами та відкрити щось справжнє й щире з мого власного серця — щось крихке, справжнє, але все ж болюче... Це історія недосконалого, пораненого героя, який у вирішальний момент готовий пожертвувати великим досягненням для людства в надії зцілити болючу рану у своєму серці. Це про те, як любов формує й рухає нами — але так само і її відсутність. |

Пісня досліджує романтичні стосунки та повторювані моделі поведінки, де прагнення Adonxs до безумовного кохання стикається з тривалим впливом відсутності батька в ранньому дитинстві.

## Кліп
7 березня 2025 року Adonxs випустив «Kiss Kiss Goodbye» як пісню Чехії для Євробачення 2025 разом із музичним кліпом на офіційному каналі конкурсу в YouTube. Кліп розкриває інтимну сторону артиста, розмірковує про глибокі переживання дитинства та їхній вплив на його теперішнє життя. Відео слугує метафорою людської невдачі, емоційного болю та боротьби з власними недосконалостями.
Співак працював над відео до «Kiss Kiss Goodbye» з режисером Їржі Горенським, словацькою продакшн-компанією Reset Production та чеською студією See Ya Creative.

## Пісенний конкурс Євробачення 2025

### Просування
16 квітня Adonxs виконав «Kiss Kiss Goodbye» у Варшаві, столиці Польщі, на заході для місцевих ЗМІ та преси. Співак виступав у рамках заходу, організованого Warner Music Poland, що рекламував виконавців, яких материнський лейбл представляє на цьогорічному конкурсі пісні Євробачення (всього їх дев'ять, включно з Ірландією, Норвегією та Австрією).

### На Євробаченні
28 січня 2025 року відбулося жеребкування, яке визначило, у якому з півфіналів Євробачення змагатиметься кожна країна. За результатами жеребкування Чехія потрапила до другого півфіналу, який відбувся 15 травня 2025 року на арені Санкт-Якобсгалле в Базелі, Швейцарія. 
У півфіналі Adonxs виконав пісню «Kiss Kiss Goodbye» під одинадцятим порядковим номером. Співаку не вдалося кваліфікуватися до фіналу конкурсу.